# Большой Ульсанский парк
Большой ульсанский парк  (кор. 울산대공원?, 蔚山大公園?Ульсан тэгонвон) — крупнейший парк в Корее, расположен в районе Нам-гу города-метрополии Ульсан. Ежегодно в этом парке проводится Фестиваль Роз.
В парке находится множество объектов, в том числе:
- Сад дзелквы
- Ботанический сад
- Пруды и фонтаны
- Зоопарк
- Сад розы
- Площадь культуры
- Спортивный парк
- Выставочный комплекс
- Монумент памяти павших героев в Корейской войне